# Попов Артем Миколайович
Артем Миколайович Попов (24 грудня 1986, м. Лисичанськ, Луганська область — 7 січня 2023, біля м. Бахмут, Донецька область) — український військовослужбовець, головний сержант Державної прикордонної служби України, учасник російсько-української війни. Герой України (2023, посмертно).

## Життєпис
Народився 24 грудня 1986 року в місті Лисичанську на Луганщині.
2016 року почав служити у відділі «Золоте» 3-го прикордонного загону. Учасник АТО/ООС.
7 січня 2023 року підрозділ Артема проводив штурмові дії з відновлення втрачених позицій на Бахмутському напрямку. У результаті мінометного обстрілу противником отримав поранення несумісні з життям.

## Нагороди
- звання Герой України з удостоєнням ордена «Золота Зірка» (23 серпня 2023, посмертно) — за особисту мужність і героїзм, виявлені у захисті державного суверенітету та територіальної цілісності України, самовіддане служіння Українському народові[2];
- орден Богдана Хмельницького III ступеня (15 лютого 2023, посмертно) — за особисту мужність і самовідданість, виявлені у захисті державного суверенітету та територіальної цілісності України, сумлінне і бездоганне служіння Українському народові[3];
- медаль «Захиснику Вітчизни» (22 липня 2022) — за особисту мужність і самовіддані дії, виявлені у захисті державного суверенітету та територіальної цілісності України, вірність військовій присязі[4].